# Acantholimon mishaudaghense
Acantholimon mishaudaghense är en triftväxtart som beskrevs av Mobayen. Acantholimon mishaudaghense ingår i släktet Acantholimon och familjen triftväxter. Inga underarter finns listade i Catalogue of Life.